# Ukrzyżowanie (obraz Michaela Willmanna)

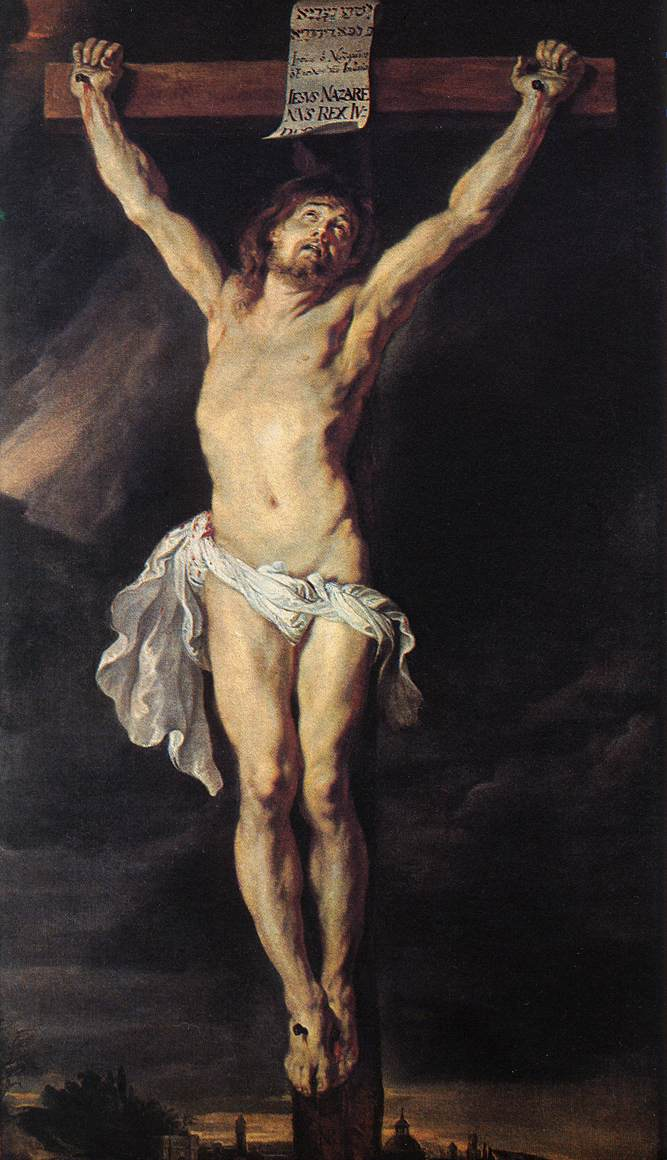
Peter Paul Rubens, Ukrzyżowanie, 1610–1611

Ukrzyżowanie Chrystusa – zespół trzech obrazów śląskiego malarza barokowego Michaela Willmanna pochodzących z kościoła klasztornego w Lubiążu, obecnie w kolekcji Muzeum Narodowego we Wrocławiu.
W latach 1702–1705 mimo stale pogarszającego się stanu zdrowia (postępująca podagra) Willmann namalował jeszcze szereg znaczących obrazów (gł. ołtarzowych) do kościołów Dolnego Śląska (Bardo, Henryków, Kamieniec Ząbkowicki, Ziębice) oraz kościoła cystersów w Sedlcu (obecnie dzielnica Kutnej Hory). Grupa Ukrzyżowania wykonana na zlecenie opata Ludwiga Baucha była ostatnim dziełem Willmanna przeznaczonym do kościoła klasztornego w Lubiążu i kończyła ostatnia fazę barokizacji wnętrza świątyni.
Cykl tworzyły trzy obrazy: główny Chrystus na krzyżu i dwa boczne: Matka Boska Bolesna (lewy) i Św. Jan Ewangelista (prawy). U dołu, na drzewcu krzyża, umieszczona została sygnatura: 1702 / ML L. W. fec. Pierwotnie płótna znajdowały się na ścianie w południowym ramieniu transeptu. Obok wisiały wówczas inne prace Willmanna związane z motywem Pasji: Ukrzyżowanie (1656), Koronowanie cierniem (1661) i Modlitwa na Górze Oliwnej (ok. 1661). Ponad grupą Ukrzyżowania umieszczona była wielkoformatowa Wizja św. Augustyna, którą namalował w pierwszym roku swojej obecności w Lubiążu (1660). Obrazy nie stanowiły nastawy ołtarzowej. Były to trzy odrębne dzieła umieszczone w bogatych, złoconych ramach dekorowanych przedstawieniami liści akantu i kiści winogron, które nie dochowały się do naszych czasów. Willmann nawiązał tutaj do gotyckiej tradycji rzeźbiarskich grup figuralnych umieszczanych w świątyniach na belce tęczowej. Dzieła wyróżniały ekspresyjne kontrasty kolorystyczne oraz wybitnie szkicowa maniera malarska.
Niemiecki historyk sztuki Ernst Kloss sposób wykonania obrazów przypominający technikę akwareli potraktował jako zapowiedź rokoka. Rüdiger Klessmann (1927-2020), znawca niemieckiego i holenderskiego malarstwa barokowego oraz Andrzej Kozieł, badacz twórczości Michaela Willmanna i jego warsztatu, zwrócili uwagę na zależność centralnego przedstawienia od Ukrzyżowania Rubensa z Królewskiego Muzeum Sztuk Pięknych w Antwerpii. Świadczą o tym: układ ciała Chrystusa na krzyżu, rysujący się w tle widok Jerozolimy oraz ciemne chmury z przebijającym się przez nie słońcem. Obrazy Matka Boska Bolesna i Św. Jan Ewangelista powtarzają w nieco zmodyfikowany sposób postacie Marii i św. Józefa z wcześniejszego malowidła Willmanna Zaginięcie Jezusa w Jeruzalem z dekoracji freskowej w kościele św. Józefa w Krzeszowie. Historyk sztuki i była kurator wrocławskiego Muzeum Narodowego Bożena Steinborn podkreśliła wolne od naturalizmu mistyczne ujęcie tematu poprzez poruszenie postaci, rozluźnienie formy i prześwitujące laserunki.
Willmannowska grupa Ukrzyżowania Chrystusa doczekała się licznych kopii i naśladownictw. Do najlepszych pod względem artystycznym należy analogiczna grupa płócien (identyczne rozmiary, podobny układ kompozycyjny) wisząca do dzisiaj w południowym transepcie kościoła klasztornego pw. Wniebowzięcia NMP w Henrykowie, którą w latach 1710–1712 namalował pasierb artysty – Jan Krzysztof Liszka. Od Willmannowskiego pierwowzoru różni je nieco układ rozpiętej na krzyżu postaci Chrystusa oraz dodane dwie scenki w dolnej partii płótna przedstawiające „Pokonanie Grzechu” i „Pokonanie Śmierci”.

## Proweniencja
Grupa Ukrzyżowania Chrystusa znajdowała się w kościele klasztornym w Lubiążu do 1942 roku, kiedy to dzieła ze świątyni zostały ewakuowane do Szklarskiej Poręby, a następnie w 1945 do składnicy w pałacu Paulinum w Jeleniej Górze. W tym samym roku obraz główny został przewieziony na Zamek Królewski w Krakowie. W 1946 roku wszystkie trzy płótna zostały przejęte przez Muzeum Narodowe w Warszawie. W 1981 roku Ukrzyżowanie zostało przekazane do Muzeum Narodowego we Wrocławiu, dwa pozostałe obrazy kilkanaście lat później (początkowo w formie depozytu). Wraz z grupą innych obrazów Willmanna są obecnie eksponowane na Zamku Piastów Śląskich w Brzegu w ramach stałej wystawy „Sztuka śląska XV-XVIII w. ze zbiorów Muzeum Narodowego we Wrocławiu”.